# غريغ لامبرت
غريغ لامبرت (4 يناير 1980 في المملكة المتحدة - ) (بالإنجليزية: Greg Lambert)‏ هو لاعب كريكت بريطاني. لعب مع نادي مقاطعة يوركشاير للكريكت ‏.